# Långsjön (Floda socken, Södermanland, 655159-153675)
Långsjön är en sjö i Katrineholms kommun i Södermanland och ingår i Nyköpingsåns huvudavrinningsområde.